# Чемпионат СССР по лыжным гонкам 1948
20-й лично-командный чемпионат СССР по лыжным гонкам проходил в Свердловске с 19 по 24 марта 1948 года. Соревнования проводились по восьми дисциплинам — гонки на 18, 30 и 50 км, эстафета 4×10 км, бег патрулей 30 км (мужчины), гонки на 5 и 8 км, эстафета 4х5 км (женщины).

## Медалисты

### Мужчины
|                    | Золото                                                                         | Серебро                                                                  | Бронза                                                                                   |
| ------------------ | ------------------------------------------------------------------------------ | ------------------------------------------------------------------------ | ---------------------------------------------------------------------------------------- |
| Гонка на 18 км     | Демешко Александр ВЦСПС Ленинград                                              | Оляшев Владимир Советская Армия Москва                                   | Лонть Карл «Динамо» Таллин                                                               |
| Гонка на 30 км     | Оляшев Владимир Советская Армия Москва                                         | Хрящиков Василий «Динамо» Москва                                         | Корнилов Иосиф «Динамо» Москва Морозов Петр «Динамо» Москва                              |
| Гонка на 50 км     | Протасов Михаил «Спартак» Москва                                               | Рогожин Иван «Динамо» Московская область                                 | Чернев Герман «Динамо» Москва                                                            |
| Эстафета 4х10 км   | Советская Армия Николаев Аркадий Оляшев Владимир Коротков Евгений Володин Пётр | «Динамо» Хрящиков Василий Матюшенков Валентин Чернев Герман Рогожин Иван | ВЦСПС Таланов Борис Демешко Александр Латухин Николай Орлов Павел                        |
| Бег патрулей 30 км | «Динамо» Смирнов Василий Рогожин Иван Матюшенков Валентин Чернев Герман        | «Динамо» Бучин Виктор Сувонен Тавно Мохнаткин Д. Васюков Степан          | Советская Армия Борин Анатолий Храмцов Александр Коротков Евгений Криушевский Константин |

### Женщины
|                 | Золото                                                                                  | Серебро                                                                | Бронза                                                                     |
| --------------- | --------------------------------------------------------------------------------------- | ---------------------------------------------------------------------- | -------------------------------------------------------------------------- |
| Гонка на 5 км   | Толмачева (Седнева) Зинаида «Динамо» Москва                                             | Плотникова Анастасия ВЦСПС Свердловск                                  | Болотова Зоя ВЦСПС Москва                                                  |
| Гонка на 8 км   | Плотникова Анастасия ВЦСПС Свердловск                                                   | Толмачева(Седнева) Зинаида «Динамо» Москва                             | Болотова Зоя ВЦСПС Москва                                                  |
| Эстафета 4х5 км | «Динамо» Велимаа Айна Воробьева Екатерина Баусова Александра Толмачева(Седнева) Зинаида | ВЦСПС Маркова Неонила Болотова Зоя Початова Мария Плотникова Анастасия | «Динамо» Петрова З. Валентина Максунова Дорофеева Анна Ощепкова Александра |